# حوار شخصية الجانبين مع الجمهور
حوار شخصية الجانبيين مع الجمهور هي أداة درامية حين الشخصية تتحدث إلى الجمهور بإقناع الجمهور حتى يدرك ان خطاب الشخصية غير مسموع من قبل الشخصيات الأخرى على المسرح ربما هي موجهة إلى الجمهور بشكل معبر أو تمثل الفكرة غير المنطوقة. حوار شخصية الجانبين مع الجمهور هي عادة تعليق مختصر عوضا عن خطاب مثل المناجاة الفردية أو مناجاة النفس على خلاف الإعلان العام، هي تحدث من خلال نص المسرحية.حوار شخصية الجانبين مع الجمهور هي بيان حقيقي لتفكير الشخصية أو ربما تكون هذه الشخصية على خطأ لكن لا يمكن ان تكون غير أمينة.

## الامثلة
هذا التكنيك مستخدم من قبل عدد من كتاب  المسرحية بما فيهم وليم شكسبير على سبيل المثال في مسرحية مكبث، مكبث تحتوي على حوار شخصية الجانبين مع الجمهور التالي. 
«أيها الزمن انك تستبق افعالي الرهيبة»  (مكبث، ترجمة جبرا إبراهيم جبرا ص150)
هناك مثال اخر لمسرحية شكسبير (هاملت):
«اقرب من القربى وابعد من الخلف» (هاملت، ترجمة جبرا إبراهيم جبرا ص 37)
هذا الاسلوب تم استخدامه بشكل متكرر في الأفلام الفكاهية على سبيل المثال في فكاهيات بوب هوب (طريق), في أفلام وددي الن الفكاهية (إجازة فيريس بيولر)
في فيلم جان لوك غودار (بريثلس) يحتوي استخدام مبكر لشخصية حوار شخصية الجانبين مع الجمهور 
حديثا، تم استخدامها من قبل شخصية إيان ريتشارد (فرانسك بورهات)  في مسلسلات ال بي بي سي القصيرة في سنة 1990 (بيت البطاقات), كذلك شخصية كافن سبيسي (فرانك إندروود) في عام 2013 في مسلسلات نتفلكس والتي تحمل نفس الاسم.
ممكن تستخدم غالبا لشرح السياسات المعقدة في العروض المسرحية، وصف خطط وعواطف الشخصية أو التأثيرات الفكاهية.

## الاستخدامات
حوار شخصية الجانبين مع الجمهور يستخدم للغيبة والنميمة عن الشخصيات للاخرى من غير إدراك، وتعطي الجمهور فهم أفضل عن الأمر وكذلك تضحك الجمهور، هذه الفكاهة التي ممكن ان تحدث لشخصيات بغير وعي عن الحقيقة التي تتحدث عنها.
انظر أيضا
Fourth_wall